# Híbrid
|  | Per a altres significats, vegeu «Híbrid (desambiguació)». |

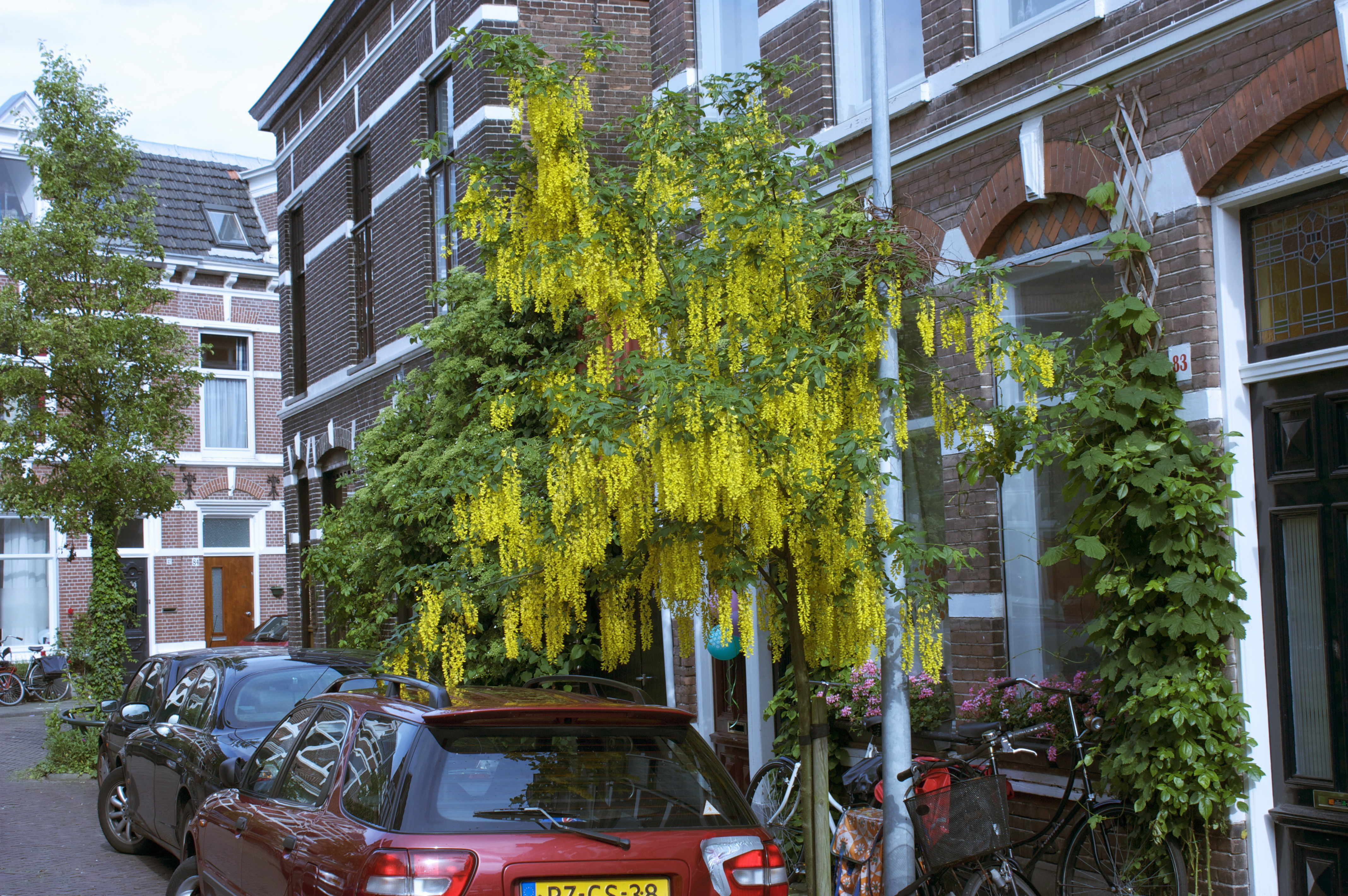
Laburnum × watereri, híbrid cultivat de l'arbust Laburnum

Un híbrid és un organisme viu procedent de l'encreuament sexual entre dues espècies o varietats biològiques diferents. El primer cas s'anomena encreuament interespecífic (intergenèric si les espècies són de diferents gèneres) i el segon cas encreuament intraespecífic, també anomenat mestissatge. L'híbrid presenta una barreja de les característiques genètiques dels dos progenitors. Els híbrids obtinguts entre espècies diferents, quan són viables, són sovint estèrils. Genèticament, els híbrids són organismes heterozigòtics, ja que combinen variants gèniques (al·lels) diferents heretades dels progenitors allunyats. Això els confereix heterosi o vigor híbrid. La hibridació és diferent de la manipulació genètica en el sentit que no requereix tecnologies basades en la biologia molecular.
Els híbrids interespecífics generalment es denominen segons una convenció; primerament una part del nom corresponent al nom de l'espècie del pare i una altra part corresponent al de la mare. Als híbrids de plantes se'ls dona un nom botànic acord amb el Codi Internacional de Nomenclatura per Plantes Cultivades, que complementa al Codi Internacional de Nomenclatura Botànica.
La hibridació mitjançant edició genètica es va fer per primera vegada als anys 80 del segle xx a Cambridge entre una ovella i una cabra. En 2017, "el grup del doctor Hiromitsu Nakauchi, que treballa a la Universitat de Tòquio i a la de Stanford, va injectar cèl·lules mare de ratolí a un embrió de rata, modificant-lo de manera que les cèl·lules implantades fabriquessin un pàncrees que substituís l'òrgan original". Els Estats Units va prohibir el finançament públic d'aquests experiments quan involucraren material humà des del 2015. El Japó, però, va llevar el límit permetent la creació d'híbrid entre humans i animals no-humans.

## Hibridació
Es parla d'hibridació de subespècies o varietats i de races obtingudes artificialment produïdes per dos mètodes:
- Hibridació natural: Quan l'híbrid es creua en ambients naturals, sense la intervenció humana.
- Hibridació artificial: Quan l'híbrid aconsegueix per un mecanisme com la inseminació artificial, o simplement perquè han estat en captivitat per l'home perquè s'aparellessin.

En biologia i específicament en la genètica, el terme híbrid té diferents significats, tots ells es refereixen a la descendència a través de la reproducció sexual.
1. En lús general, un híbrid és sinònim d'heterozigosi: qualsevol descendència resultant de l'aparellament de dos individus homocigòtics
2. un Híbrid genètic porta dos al·lels diferents del mateix gen
3. un híbrid estructural resulta de la fusió de gàmetes que tenen estructura diferent en, com a mínim, un cromosoma, vom resultat d'une anormalitats estructurals
4. un híbrid numèric resulta de la fusió de gàmetes que tenen diferent nombre de cromosomes (poliploidia)
5. un híbrid permanent és la situació quan només ocorre el genotip heterocigot, ja que totes les combinacions homocigòtiques són letals.

Des del punt de vista de la taxonomia els híbrids es refereixen a la descendència que resulta de l'entrecreuament entre animals o plantes de diferents tàxons.
1. Els híbrids entre diferents subespècies dins una espècie (com., per exemple, el tigre de Bengala i el Tigre siberià) es coneixen com a híbrids intraespecífics. Els híbrids entre diferents espècies dins del mateix gènere (com entre lleó i tigres) de vegades es coneixen com a híbrids interespecifics o creuaments. Els híbrids entre diferents gèneres (com entre l'ovella domèstica i la cabra) es coneixen com a híbrids intergenèrics. Són extremadameent rars els híbrids entre famílies diferents com els que poden ocórrer entre la gallina i la gallina de Guinea[4] No es coneixen híbrids entre diferents ordres d'animals que en aquest cas rebrien el nom d'interordinals
2. El segon tipus d'híbrids consistirien en creuaments entre poblacions, races o cultivars dins de la mateixa espècie. Aquest significat sovint es fa servir en creuaments de plantes i animals on els híbrids es produeixen de manera comuna i es seleccionen perquè tenen característiques que no es troben o són presents de manera inconsistent en les individus progenitors o les poblacions. El flux de material genètic entre poblacions o races sovint s'anomena “hibridació”

## Tipus d'híbrids
Depenent dels progenitors, hi ha un gran nombre de tipus d'híbrids;
- Híbrid de creuament simple (en anglès:Single cross hybrids) resulten del creuament de dos organismes de veritable raça de creuament (w:en:true breeding organism) i produeixen una generació F1 anomenat un Híbrid F1 (F1 és la forma abreujada de Filial 1, que significa "primera descendència"). El creuament entre dues línies homocigòtiques diferents produeix un híbrid F1 que és heterocigòtic; que té dos al·lels, un contribuït per cada progenitor i típicament un és dominant i l'altre és recessiu. La generació F1 també és fenotípicament homogènia produint una descendència que és similar a les altres..
- Híbrids de creuament doble (Double cross hybrids) resultat de l'encreuament entre dos híbrids diferents F1.[6]
- Híbrid de creuament de tres vies (Three-way cross hybrids) resultat de l'encreuament entre un progenitor que és un híbrid F1 i un altre d'una línia interna (inbred).[7]
- Híbrids de triple creuament (Triple cross hybrids) resulta de l'encreuament de dos híbrids diferents de tres vies
- Híbrids de poblacions (Population hybrids) resulten de l'encreuament de plantes o a nimals dins una població amb una altra població. Aquesta inclou els encreuaments entre organismes com híbrids interespecífics o creuaments dins de races diferents.

## Híbrids interespecífics
Els híbrids interespecífics es fan aparellant dues espècies, normalment dins del mateix gènere. La descendència mostra trets i característiques d'ambdòs progenitors. La descendència d'un encreuament interespecífic sovint resulta estèril la qual cosa és un mecanisme de prevenció de flux genètic entre les espècies. L'esterilitat és deguda al diferent nombre de cromosomes, per exemple el ruc té 62 cromosomes i el cavall 64 i la descendència (la mula) té 63 cromosomes. Les mules i altres híbrids interespecífics són normalment estèrils, ja que no poden produir gàmetes viables, ja que el cromosoma extra no poden fer un parell homòleg durant la meiosi i no es forma esperma ni òvuls viables. Tanmateix s'ha informat de mules femelles fèrtils en alguns casos quan el pare és un ruc.
Més sovint altres processos que ocorren en les planes i els animals mantenen l'aïllament genètic i la diferenciació entre les espècies. La mosca Lonicera és la primera espècie animal coneguda que és resultat d'una hibridació natural, abans d'aquest descobriment la hibridació natural només es coneixia en les plantes.

## Exemples d'híbrids
- Animals.
  - Coiot llop
  - Lleó tigre
  - Mul
  - Ànec mulard
  - Tigró
- Plantes 
  - Aranja
  - Clementina